# Monte Redondo (Arcos de Valdevez)
Monte Redondo es una freguesia portuguesa del municipio de Arcos de Valdevez, con 2,35 km², una población de 184 habitantes (2001) y una densidad de 120,9 hab/km².
- Datos: Q1021491
- Multimedia: Monte Redondo (Arcos de Valdevez) / Q1021491